# وریمکی
وِرَیَمَکی (به فنلاندی: Veräjämäki) یک منطقهٔ مسکونی در فنلاند است که در هلسینکی واقع شده‌است.